# W (serie de televisión)
W (en hangul, 더블유; romanización revisada, Deobeulyu) es una serie de televisión surcoreana de fantasía emitida por MBC desde el 20 de julio hasta el 14 de septiembre de 2016. Es protagonizada por Lee Jong Suk y Han Hyo Joo.

## Sinopsis
La cirujana cardiotorácico de segundo año del hospital Myungse, Oh Yeon-joo, sufre la desaparición  de su padre Oh Sung-moo, que es un famoso escritor de webtoons, misteriosamente tras escribir el último capítulo de su obra maestra W, protagonizada por Kang Cheol, que en la historia es vicepresidente de JN Global, el propietario del canal de televisión W, y además es medallista olímpico en tiro.
La historia da un giro cuando Yeon-joo decide buscar a su padre y se encuentra con el ficticio Cheol en persona, herido y al borde de la muerte. Ella lo salva, entrando en un mundo ficticio, comenzado una historia de amor, el problema es que ella no existe en la realidad de Cheol, y él tampoco existe en la realidad de ella, generando dos mundos paralelos.

## Reparto

### Personajes principales
- Lee Jong-seok como Kang Cheol.
- Han Hyo-joo como Oh Yeon-joo.
  - Park Min-ha como Yeon-joo (niña).
  - Jung Ji-so como Yeon-joo (adolescente).

### Personajes secundarios
- Jung Yoo-jin como Yoon So-hee.
- Lee Tae-hwan como Seo Do-yoon.
- Park Won-sang como Han Cheol-ho.[3]
- Cha Kwang-soo como Son Hyun-seok.
- Kim Eui-sung como Oh Sung-moo.
- Lee Si-eon como Park Soo-bong.
- Nam Ki-ae como Kil Soo-sun.
- Huh Jung-do como Park Min-soo.
- Kang Ki-young como Kang Seok-beom.
- Lee Se-rang como Kil Soo-young.
- Ryoo Hye-rin como Sun Mi.
- Yang Hye-ji como Yoon Hee.
- Noh Haeng-ha como Kim Yoo-ri.

### Otros personajes
- Kim Ji-eun.

### Apariciones especiales
- Park Choong-sun como Kang Yoon, el padre de Cheol.
- Kim Na-woon como Yoon Mi-ho, la madre de Cheol.
- Seo Shin-ae como Kang Soo-yeon, la hermana de Cheol.
- Choi Min-young como Kang Joon-seok, el hermano de Cheol.
- Hwang Seok-jung como un escritor.
- Ahn Se-ha como Kim Poong-ho, cita a ciegas de Yeon-joo (ep. 6).
- Kim Jung-keun.
- Huh Il-hoo.

## Recepción

### Audiencia
En azul la audiencia más baja y en rojo la más alta, correspondientes a las empresas medidoras TNms y AGB Nielsen.
| Ep. #    | Fecha de estreno         | Share        | Share        | Share       | Share       |
| Ep. #    | Fecha de estreno         | TNmS Ratings | TNmS Ratings | AGB Nielsen | AGB Nielsen |
| Ep. #    | Fecha de estreno         | Nacional     | Seúl         | Nacional    | Seúl        |
| -------- | ------------------------ | ------------ | ------------ | ----------- | ----------- |
| 1        | 20 de julio de 2016      | 9.9 %        | 11.3 %       | 8.6 %       | 10.4 %      |
| 2        | 21 de julio de 2016      | 10.1 %       | 11.5 %       | 9.5 %       | 10.7 %      |
| 3        | 27 de julio de 2016      | 11.6 %       | 13.7 %       | 12.9 %      | 15.0 %      |
| 4        | 28 de julio de 2016      | 13.4 %       | 14.7 %       | 12.9 %      | 14.3 %      |
| 5        | 3 de agosto de 2016      | 15.1 %       | 17.8 %       | 13.5 %      | 14.3 %      |
| 6        | 4 de agosto de 2016      | 14.2 %       | 15.9 %       | 12.2 %      | 12.2 %      |
| 7        | 10 de agosto de 2016     | 15.2 %       | 17.3 %       | 13.8 %      | 14.7 %      |
| 8        | 17 de agosto de 2016     | 13.5 %       | 15.0 %       | 12.2 %      | 13.3 %      |
| 9        | 18 de agosto de 2016     | 12.7 %       | 14.7 %       | 11.3 %      | 12.5 %      |
| 10       | 24 de agosto de 2016     | 13.9 %       | 15.3 %       | 12.3 %      | 13.7 %      |
| 11       | 25 de agosto de 2016     | 14.6 %       | 15.8 %       | 12.2 %      | 12.8 %      |
| 12       | 31 de agosto de 2016     | 13.3 %       | 15.1 %       | 11.1 %      | 12.0 %      |
| 13       | 1 de septiembre de 2016  | 12.9 %       | 15.0 %       | 11.9 %      | 13.2 %      |
| 14       | 7 de septiembre de 2016  | 13.1 %       | 15.3 %       | 10.9 %      | 11.8 %      |
| 15       | 8 de septiembre de 2016  | 11.8 %       | 14.1 %       | 11.4 %      | 12.3 %      |
| 16       | 14 de septiembre de 2016 | 10.6 %       | 10.9 %       | 9.3 %       | 9.8 %       |
| Promedio | Promedio                 | 12.8 %       | 14.5 %       | 11.6 %      | 12.6 %      |

### Premios y nominaciones
| Año  | Premio                                              | Categoría                                              | Nominado                   | Resultado |
| ---- | --------------------------------------------------- | ------------------------------------------------------ | -------------------------- | --------- |
| 2016 | 5th APAN Star Awards                                | Premio a la alta excelencia, actor en una miniserie    | Lee Jong Suk               | Nominado  |
| 2016 | 5th APAN Star Awards                                | Premio a la alta excelencia, actriz en una miniserie   | Han Hyo Joo                | Ganador   |
| 2016 | 5th APAN Star Awards                                | Mejor actor secundario                                 | Kim Eui Sung               | Ganador   |
| 2016 | 5th APAN Star Awards                                | Premio a la major pareja                               | Lee Jong Suk y Han Hyo Joo | Nominado  |
| 2016 | 1st Asia Artist Awards                              | Premio al mejor artista, actor                         | Lee Jong Suk               | Nominado  |
| 2016 | 1st Asia Artist Awards                              | Premio al mejor artista, actriz                        | Han Hyo Joo                | Nominado  |
| 2016 | 36th MBC Drama Awards                               | Serie del año                                          | W                          | Ganador   |
| 2016 | 36th MBC Drama Awards                               | Gran premio                                            | Lee Jong Suk               | Ganador   |
| 2016 | 36th MBC Drama Awards                               | Gran premio                                            | Han Hyo Joo                | Nominado  |
| 2016 | 36th MBC Drama Awards                               | Premio a la alta excelencia, actor en una miniserie    | Lee Jong Suk               | Ganador   |
| 2016 | 36th MBC Drama Awards                               | Premio a la alta excelencia, actriz en una miniserie   | Han Hyo Joo                | Ganador   |
| 2016 | 36th MBC Drama Awards                               | Premio dorado a la actuación, actor en una miniserie   | Kim Eui-sung               | Ganador   |
| 2016 | 36th MBC Drama Awards                               | Escritor del año                                       | Song Jae Jung              | Ganador   |
| 2016 | 36th MBC Drama Awards                               | Mejor nuevo actor                                      | Lee Si-eon                 | Nominado  |
| 2016 | 36th MBC Drama Awards                               | Mejor nuevo actor                                      | Lee Tae Hwan               | Nominado  |
| 2016 | 36th MBC Drama Awards                               | Mejor nueva actriz                                     | Jung Yoo Jin               | Nominado  |
| 2016 | 36th MBC Drama Awards                               | Premio a la major pareja                               | Lee Jong Suk y Han Hyo Joo | Ganador   |
| 2016 | 36th MBC Drama Awards                               | Premio a la major pareja                               | Kim Eui-sung y Lee Si-eon  | Nominado  |
| 2017 | Korea Communications Commission Broadcasting Awards | Premio a la excelencia a un programa de la Ola coreana | W                          | Ganador   |
| 2017 | 50th WorldFest Houston International Film Festival  | Premio especial del jurado                             | W                          | Ganador   |
| 2017 | 53rd Baeksang Arts Awards                           | Mejor serie                                            | W                          | Nominado  |
| 2017 | 53rd Baeksang Arts Awards                           | Mejor director                                         | Jung Dae Yoon              | Nominado  |
| 2017 | 53rd Baeksang Arts Awards                           | Mejor guionista                                        | Song Jae Jung              | Nominado  |
| 2017 | Seoul International Drama Awards                    | Serie coreana sobresaliente                            | W                          | Ganador   |

## Emisión internacional
El 26 de febrero de 2021 se anunció que la serie junto a otros dramas ya estaban disponibles en el sudeste asiático en Viki.
- Estados Unidos y Latinoamérica: Pasiones (2017) y Max (2023).
- Filipinas: ABS-CBN (2018).
- Israel: Viva (2017).[7]
- Japón: BS-Japan (2017).
- Perú: Willax Televisión (2017).
- Singapur: Oh!K (2016) y Channel U (2017).[8]
- Tailandia: True4U (2016-2017).
- Taiwán: Star (2016), Videoland (2016-2017), CTS (2017) y FOX Taiwan (2017).
- Ecuador: Teleamazonas (2019)

## Adaptaciones
| Año  | País      | Cadena    | Nombre                   |
| ---- | --------- | --------- | ------------------------ |
| 2021 | Tailandia | Channel 3 | "เกมรักสลับมิติ (Switch On)" |